# Ausbildungsgerät Duellsimulator

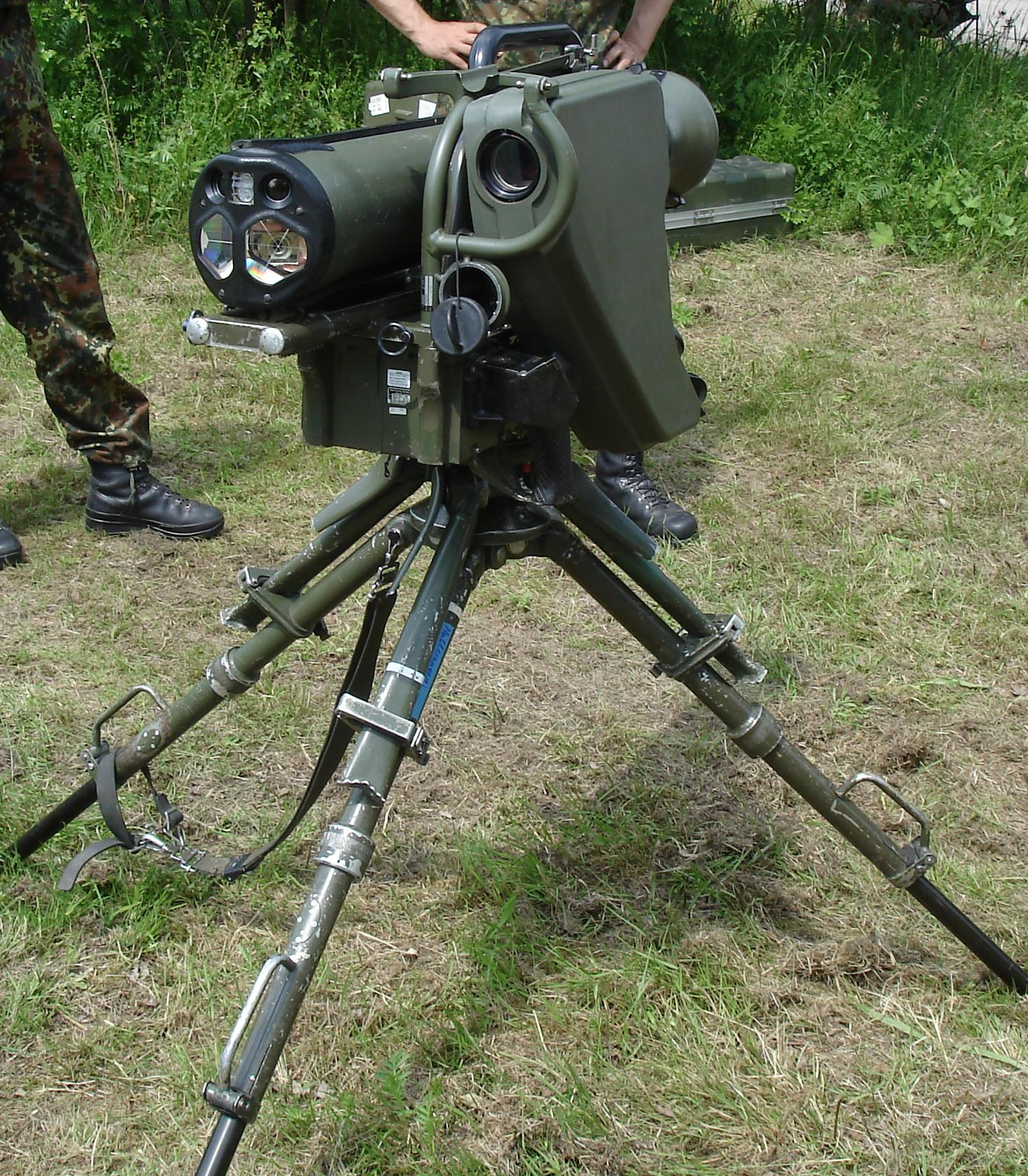
MILAN-Starter mit AGDUS

Das Ausbildungsgerät Duellsimulator, kurz AGDUS, ist das taktische, laserbasierte Waffentrainingssystem der Bundeswehr für die Direktsimulation von Gefechtsübungen.

## Allgemein

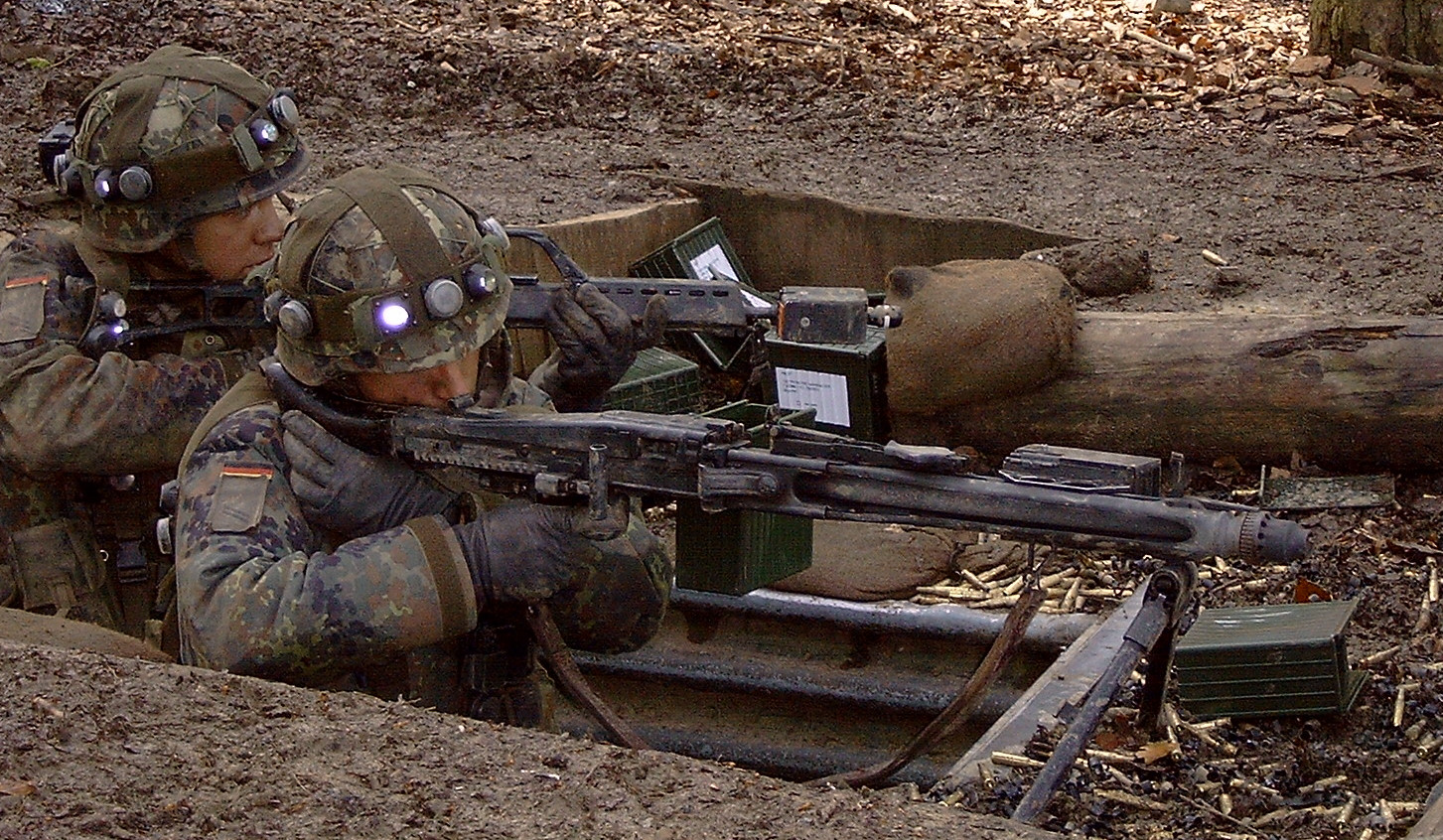
AGDUS-Empfänger an den Helmen von Soldaten

AGDUS dient wie das Mehrfach-Integrierte Laser-Gefechtsystem (MILES) der US-Streitkräfte zur einsatznahen Ausbildung der Soldaten. Allerdings sind der vom AGDUS zur Codierung der Lasersignale verwendete OSAG-Code und der MILES-Lasercode nicht zueinander kompatibel.
Das System kann bei allen direktgerichteten Schusswaffen in Verbindung mit Manövermunition genutzt werden. Zur Simulation der Waffenwirkung verfügt das System über einen Sende- und einen Empfangsteil. Der Sender erzielt dabei mit augensicherem Laserlicht Treffer am Empfänger des beschossenen Objekts.

## Systeme
Man unterscheidet hierbei drei Systeme:
- Einweg-System: Ein Sender bestrahlt den Empfänger.
- Zweiweg-System: Nach einer Entfernungsmessung wird ein entsprechender Impuls ausgestrahlt
- Echtzeit: Während des simulierten Fluges des Geschosses scannt ein Laserscanner nach Zielen

## Funktionsweise
Ein an die Waffe adaptiertes Sendegerät sendet bei Schussabgabe einen codierten Laserstrahl aus. Hierbei werden verschiedene Daten wie die Identitätsnummer des Schützen, Waffen- und Munitionsart übertragen, um auswerten zu können, wer wen mit welcher Waffe getroffen hat.
Wird der Empfänger optisch beschossen, ertönt ein akustisches Signal im Steuergerät. Ein eingebautes Display gibt je nach Trefferzone die Verwundung, von leicht, mittel bis schwer verletzt und die damit verbundene Ausfallzeit an, ebenso ist ein Komplettausfall möglich, also der virtuelle Tod des Trägers. Die Entscheidung über die Schwere der Verletzung in der jeweiligen Trefferzone fällt ein Zufallsgenerator. Je stärker der Beschuss ist, desto höher wird die Wahrscheinlichkeit einer schweren Verletzung.
Um den bei einem Treffer entstehenden Piepton abzustellen, muss der getroffene Soldat eine Art „intelligenten Schlüssel“ aus dem Lasersender entfernen und ihn in den Empfänger stecken. Dadurch wird der Soldat gefechtsunfähig und muss entsprechend der Verletzung von seinen Kameraden behandelt werden.
Eine Reaktivierung ist nur durch den Schiedsrichter möglich. Dazu verfügt dieser über eine Art Fernglas mit ähnlicher Funktion.
Die Fahrzeugausstattung funktioniert in ähnlicher Form.
Beispiel mit separaten Untertiteln

## Einsatz
Bei der Bundeswehr wird das System seit Mitte der 1990er-Jahre zur Gefechtssimulation eingesetzt und dient dabei zur Ausbildung von Infanterie und Fahrzeugbesatzungen. Die Bundeswehr verfügt so beispielsweise über verschiedene Simulationssysteme für:
- den Kampfpanzer Leopard 2,
- den Schützenpanzer Marder (AGDUS SPz Marder 1 A3, beschafft wurden über 200 Stück des Echtzeitsystems mit einer Reichweite von 2000 m),
- den Flugabwehrkanonenpanzer Gepard,
- die Granatmaschinenwaffe (GraMaWa),
- die Handwaffe G3 (AGDUS G3, beschafft wurden etwa 4300 Stück des Einwegsystems mit einer Reichweite von 400 m),
- die Handwaffe G36,AGDUS Sendeeinheit G36 von Jenoptik
- das Scharfschützengewehr G22,

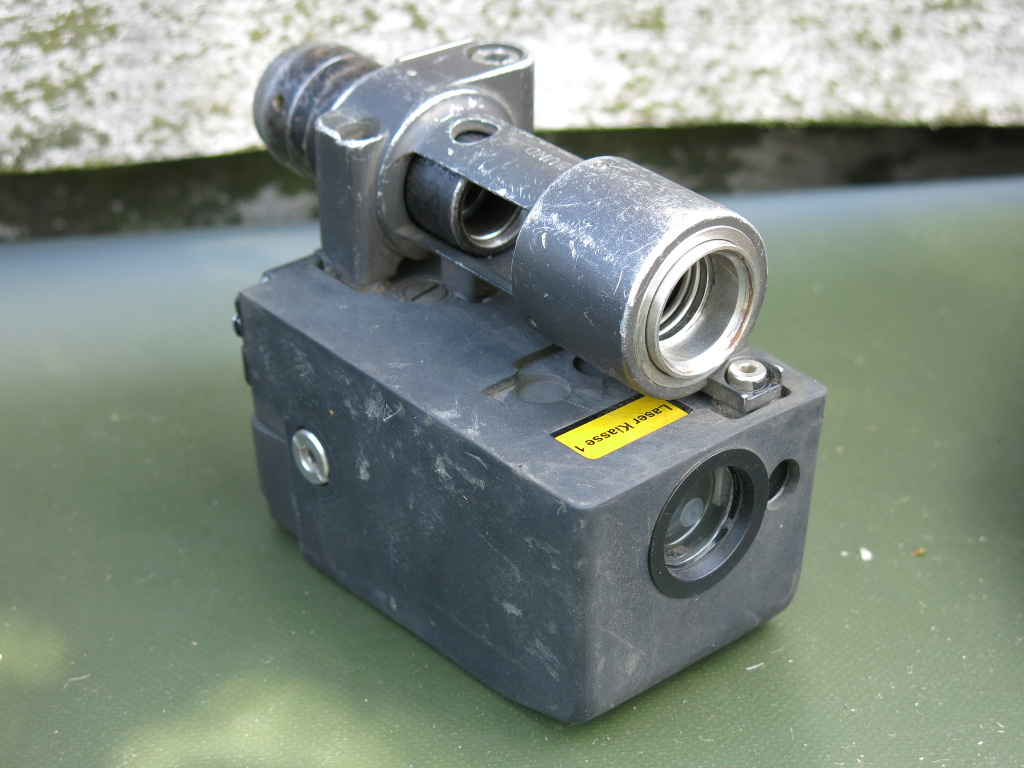
AGDUS Sendeeinheit G36 von Jenoptik

- das Maschinengewehr MG3 (AGDUS MG, beschafft wurden rund 580 Stück des Zweiwegesystems mit einer Reichweite von 600 m) sowie
- zur Panzerabwehr die Panzerabwehrwaffe MILAN (AGDUS PzAbwWa MILAN, beschafft wurden über 400 Stück des Echtzeitsystems mit einer Reichweite von 2000 m) und
- die Panzerfaust 3 (AGDUS Panzerfaust 3, Echtzeitsystem mit einer Reichweite von 450 m).

Hersteller von AGDUS-Systemen sind SAAB Training Systems, Rheinmetall Defence Electronics (RDE, ehemals STN Atlas Elektronik), Jenoptik ESW (ehemals ESW Extel Systems Wedel) und RUAG COEL GmbH (ehemals C.O.E.L.).

## Weiterentwicklung
Die Rheinmetall Defence Electronics GmbH erhielt am 14. März 2016 den Zuschlag für eine Weiterentwicklung unter der Bezeichnung "AGDUS Handwaffen 2. Generation".
Der derzeitige Leiter des GÜZ Oberst Becker verspricht für die zweite Generation eine Gewichtsreduzierung, Optimierung des Batteriemanagements und Module für weitere Handwaffen (G82, MP7). Weiterhin wurde die Rheinmetall MAN Military Vehicles GmbH am 5. Februar 2016 mit der Integration von AGDUS in den TPz Fuchs A8A3A1 beauftragt.